# Versilbern

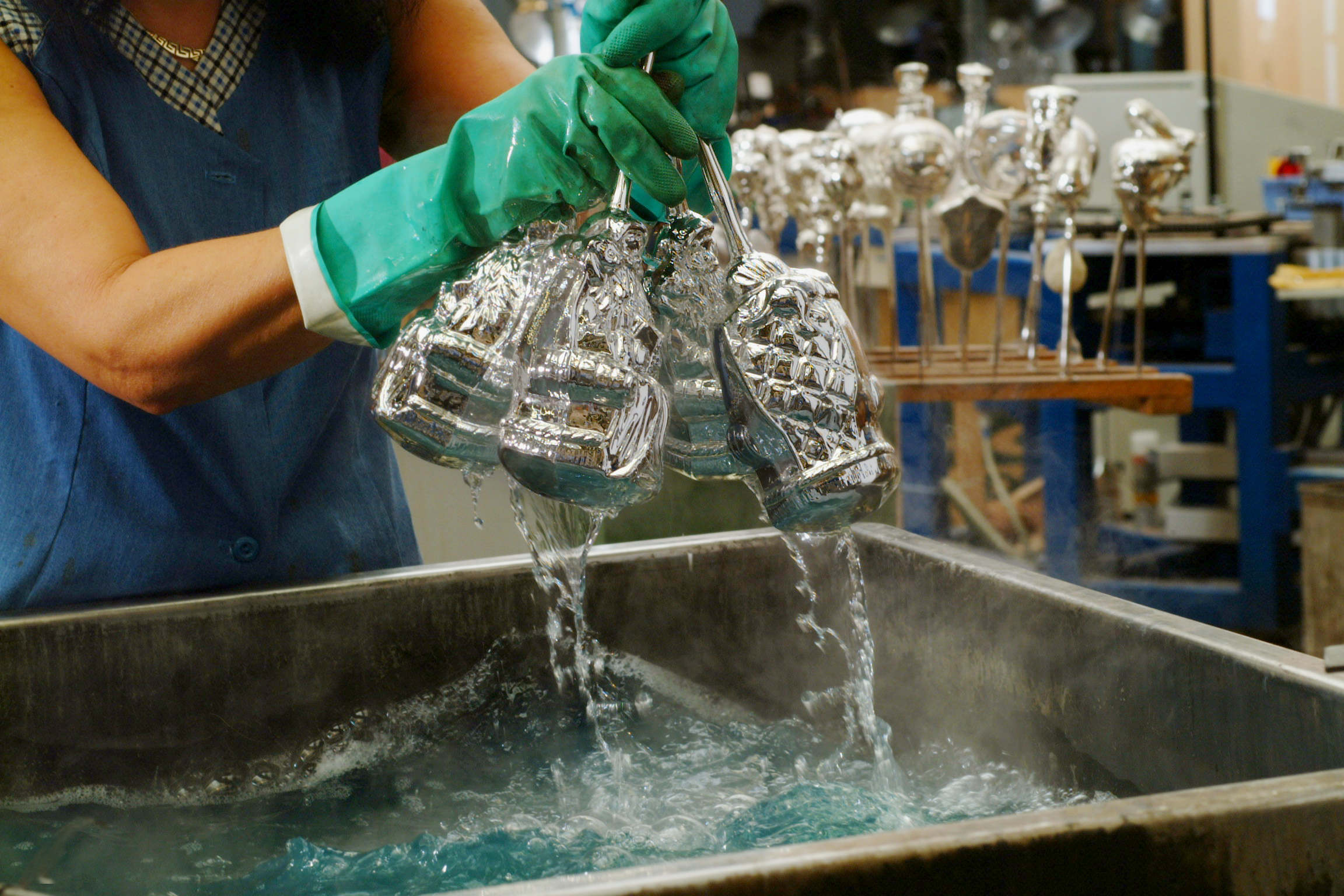
Versilbern von Weihnachtsschmuck

Unter Versilbern versteht man alle technischen Verfahren, die auf Gegenständen einen Überzug aus Silber erzeugen. Beim Versilbern von Glas spricht man auch von Verspiegeln.

## Allgemeines
Eine Versilberung ist nur auf weitgehend unelastischen Materialien sinnvoll, weil sich von anderen Materialien die Silberschicht unter mechanischer Beanspruchung ablöst.
Metalle und Legierungen wie Neusilber (eine silberähnlich aussehende Nickel-Kupfer-Zink-Legierung), Kupfer, Messing, Zink, Zinn, Blei, Eisen, Stahl und Nickel, aber auch nichtmetallische Materialien wie Glas oder Kunststoffe sind für das Versilbern geeignet.
Silberüberzüge zeigen folgende Eigenschaften:
- sehr gute elektrische Leitfähigkeit, die für Kontakte, Drähte und Hohlleiter in der Elektrotechnik wichtig ist
- dekoratives Aussehen von Kunst-, Schmuck- oder Gebrauchsgegenständen, z. B. Essbesteck
- hohes optisches Reflexionsvermögen, das für Spiegeln und Reflektoren genutzt wird
- Korrosionsschutz, z. B. in der chemischen Industrie

Die Schichtdicken von Silberüberzügen sind je nach Anwendungszweck sehr verschieden. Während bei Elektronikteilen oft ein bis einige µm ausreichen, werden bei Essbesteck bis zu 120 µm abgeschieden.
90er-Versilberung
Die bei Essbesteck gebräuchliche Bezeichnung 90 oder 100 bezieht sich nicht auf die Schichtstärke des Silberüberzugs, sondern auf dessen Masse in Gramm auf 24 dm² Oberfläche. Üblicherweise ist diese Fläche bei Bestecken durch zwölf Gabeln und zwölf Löffel gegeben, wobei Schichtstärken von ca. 34 bis 37 µm bei 90er- sowie 45 µm bei 100er-Versilberungen entstehen. Oft folgt der ersten Angabe für die generelle Stärke der Versilberung eine zweite Zahl, die sich direkt auf das jeweilige Besteckteil bezieht. Dabei wird ein Dutzend gleicher Besteckteile als Grundlage genommen, sodass Esslöffel in der Regel mit [90] [45] gepunzt sind. Eine gebräuchliche Punzierung von [90] [18] auf einer Kuchengabel gibt an, dass 18 g Silber notwendig waren, um zwölf Kuchengabeln mit der gleichen Schichtstärke zu versilbern wie das Hauptbesteck.

## Aufdampfen
Das Aufdampfen eines Silberbezugs als thermisches Verdampfen ist die einfachste Beschichtungstechnik. Das Silber wird durch einen Widerstandsheizer (z. B. ein Aufdampfschiffchen aus Wolfram oder einen Induktionsheizer mit hitzefestem Keramiktiegel) auf Temperaturen in der Nähe seines Siedepunktes erhitzt. Dabei verdampft es, breitet sich gasförmig im Ofen oder in der Vakuumkammer aus und kondensiert am kühleren Substrat. Der Silberdampf bildet dort eine dünne Schicht. Die Schichtstärke hängt von der Dauer der Aufdampfung ab.

## Galvanische Versilberung
Bei der galvanischen Versilberung werden die Gegenstände nach einer Vorbehandlung in einen Silberelektrolyten, zumeist Kaliumsilbercyanid mit Leitsalzen in alkalischer Lösung, eingetaucht. Durch Anlegen einer elektrischen Spannung scheidet sich auf der Oberfläche ein Silberüberzug ab. Zur Verbesserung der Oberflächeneigenschaften folgt oft eine Nachbehandlung. Wenig bekannt ist, dass auch aus Echtsilber gefertigte Qualitätswaren oft einen galvanischen Überzug aus Feinsilber erhalten, um Lötfugen zu kaschieren und Farbunterschiede zu vereinheitlichen.
Die Versilberung zählt zu den ältesten Anwendungen der Galvanotechnik. Am 24. Juli 1838 und am 25. März 1840 meldeten in England G. R. Elkington und H. Elkington unter der Patent-Nummer 8447 die ersten Patente dazu an. Schon ab 1842 kam es zu einer Verbindung und Lizenzvereinbarung mit Charles Christofle & Co, Paris. Erst seit den 1870er-Jahren verbreitete sich das Galvanisieren auch bei den deutschen Herstellern von Silberbestecken.

## Stromloses Versilbern
Zum stromlosen Versilbern benutzt man heiße cyanidhaltige Bäder mit Silbernitrat („Sudverfahren“) oder wässrige Lösungen aus Silbernitrat, Ammoniak, Hydrazinsulfat und Natriumhydroxid. Zum Versilbern oder Verspiegeln nichtmetallischer Gegenstände (Spiegel, Weihnachtskugel) muss die Oberfläche speziell vorbehandelt werden. Bei Kunststoffen muss zuerst eine Kupferschicht aufgebracht werden.

## Feuerversilbern
Die Feuerversilberung zählt ähnlich wie die Feuervergoldung zu den historischen Verfahren, die wegen der giftigen Elemente Quecksilber oder Blei nicht mehr verwendet werden.

## Redewendung
Im übertragenen Sinn versteht man unter der Redewendung „etwas versilbern“, dass man „etwas zu Geld macht“. Hintergrund dieser Redewendung ist die früher weit verbreitete Verwendung von Silber als Material von Währungsmünzen (siehe Silberstandard).